# Сомалийская мифология

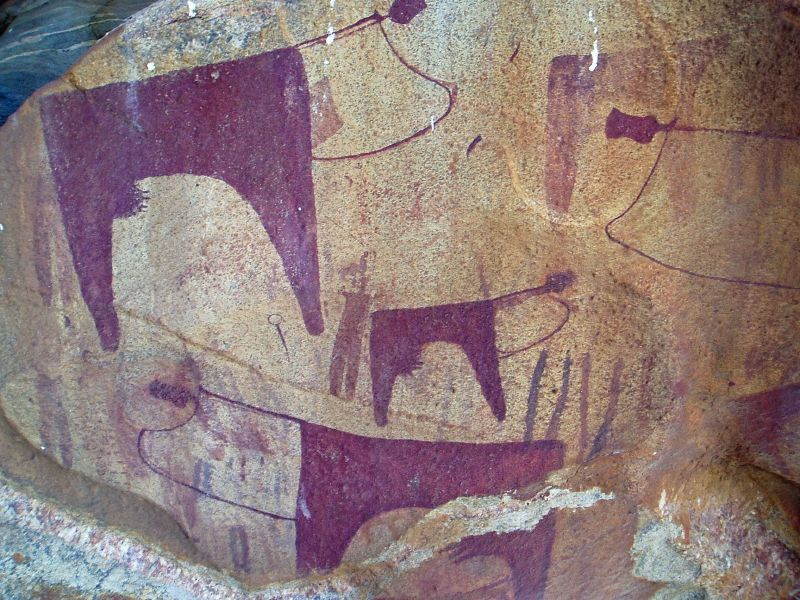
Наскальные рисунки в Лаас-Гаале, 9-8 тыс. до н. э.

Сомалийская мифология охватывает верования, мифы, легенды и народные сказки, которые циркулировали в сомалийском обществе на протяжении нескольких тысячелетий, вплоть до установления ислама. Многие из них составляют сегодня основу местных традиций, существуя параллельно с мусульманскими обычаями.
Культ почитания святых и некоторые другие элементы традиционных верований показывают насколько прочно укоренились старые языческие представления даже в наши дни среди большинства сомалийских племен. Сомалийская мифология, как часть некогда широко распространенной на Африканском Роге древней кушитской мифологии, оказывает влияние на современную литературу. Исследователи отмечают сохранение в деревнях народной медицины и языческих представлений о небесных светилах.

## Язычество
Сомалийский народ в доисламские времена исповедовал формально монотеистическую религию, в которой, тем не менее присутствовало множество второстепенных божеств. Позже они были заменены одним высшим существом, называемым Eebe (Бог, также известным как Waaq). Поддержание Вселенной в равновесии в сомалийских мифах объяснялась любовью между Быком и Коровой. Вселенная, как говорили предания, удерживалась на рогах быка. Всякий раз, когда любовь Быка к Корове угасала, на Земле случались стихийные бедствия и катастрофы. Религиозные храмы, начиная с древности, известны как taalo, важные церемонии в них проводились во главе со священниками qallu.

## Божества
| Ээбе (Бог)      | Eebe является в сомалийском языке эквивалентом Бога и синонимом кушитского божества неба Вак (Waq). В соответствии с сомалийскими легендами Ээбе жили на небесах, и всякий раз, когда кочевники успешно молились ему, посылал на землю дождь. Известен также как Бог дождя Барваако (Barwaaqo). |
| Аяанле (Ангелы) | Ayaanle у сомалийцев были известны как создатели хорошего настроения, податели удачи, благословения, а также в качестве посредников между Богом и людьми. |
| Хуур (Смерть)   | Huur был вестником смерти и представлялся в виде гигантской птицы. Исследователи отмечают некоторые аналогии с египетским Гором. |
| Нидар (Палач)   | Nidar — судья над неправедными. Его имя сохранилось в поговорке: Nidar Ba Ku Heli («Нидар найдет и накажет тебя»). |

## Легендарные короли, королевы и святые
В сомалийской мифологии есть множество рассказов о мужчинах и женщинах, которые бросили вызов культурной традиции, стали героями или святыми.
| Аравелло (Королева-регентша) | Araweello — легендарная королева в Древнем Сомали, которая, как говорят мифы, покорила всех мужчин в своем царстве и установила матриархат вопреки существовавшей традиции патриархата в сомалийском обществе. Сравните с греческими амазонками.                                             |
| Вииль-Ваал (Король)          | Wiil Waal — легендарный король в Древнем Сомали, известный своей храбростью и навыками успешного боя в сражениях. Память народа сохранила имя первого сомалийского поэта 16 в. — султана Вииль-Ваала. Одним из представителей классической поэзии был Рааге Угас (конец 18 — начало 19 вв.). |
| Бу’ур Ба’айр (Король)        | Bucur Bacayr — легендарный правитель царства Йибирс (Yibirs) в северной части Сомали. |

## Великаныидемоны
| Хаббад ина Камас (Великан)   | Habbad ina Kamas — легендарный гигант, печально прославившийся жестоким правлением в эпоху доисторического Сомали. Его угнетения были полной противоположностью добру и заботе, которые торжествовали на второй половине Земли, где царствовал другой великан Бириир ина Барко (Biriir ina Barqo). Он был побежден и убит в сражении Бирииром, после того, как последний узнал о злоупотреблениях и пренебрежениях человеческим племенем.                              |
| Бирир ина Барко (Великан)    | Biriir ina Barqo легендарной героической гигант в Древнем Сомали, известный своей добродетельностью. Он жил в пещере, прозванной Шимбираале (Shimbiraale «пещера птиц») и носил на себе такие тяжелые кольца, что ни один человек не мог их поднять. Он ответил на просьбы тех, кто страдал под властью великана Хаббада (Habbad ina Kamas) и победил его в бою. Затем он объединил две части земли и на Земле установился самый длительный период мира и процветания. |
| Кори исмарис (Человек-гиена) | Qori ismaris — человек, который может превратить себя в гиену, потерев о себя волшебную палочку с наступлением темноты. Повторив эту магическую процедуру, он может вернуть себе прежний облик, но только до рассвета. |
| Джегджер (Людоедка)          | Dhegdheer — демоническая женщина-людоед, которая охотится в сомалийских лесах. Её жертвами, как правило, становятся блуждающие или потерявшие дорогу дети. Аналог славянской Бабы-Яги. |

## Мифические места
Многие регионы Сомали, города или конкретные области упоминаются в местной мифологии. Места, такие как Абудвак (Abudwaq), Ээль Ваак (Ceel Waaq — «Колодец Бога») на границе с Кенией и другие подобные селения с названием Waq указывают на отношение к старой языческой религии и широко распространены на полуострове Сомали. Гробница королевы Аравелло является ещё одним легендарным местом в Сомали, называется местом последнего упокоения прославленной правительницы. В наше время это место считается особо популярным для сомалийских женщин.
Пословицы сомалийцев наиболее часто содержат такие местные географические названия, как Хамар, Кисмайо, Кардо.

## Исследование фольклора
Определённая работа по сохранению памятников устной национальной литературы и фольклора после обретения независимости Сомали проводилась Академией культуры Сомали и министерством культуры и высшего образования. Её усилиями была создана библиотека магнитозаписей поэтических произведений лучших национальных поэтов и устраивались ежегодные фестивали национальной поэзии.
Первый сборник сомалийских народных сказок, изданных на русском языке, вышел в Москве в 1997 году (составитель Г. Л. Капчиц). В него вошли циклы о жестокой царице Аравелло, умном, но необузданном вожде Вииль-Ваале, трусливом Игале Шидаде, плутоватом Йонисе Туге, мудром Сиаде Дерйо Добе и справедливом Ина Санвейне. Названия наиболее распространенных сказок — «Испытание прорицателя», «Человеческий суд», «Трагедия», «Выбитый глаз гиены» и другие.

«В Огадене была змея, которая жила наоборот. Прошлое для неё было будущим, а будущее прошлым. То, что люди считают смертью, было для неё рождением, и каждый год она сбрасывала старую кожу и становилась на год моложе.
Шейх племени, обитавшего в тех местах, жил как все люди, от рождения к смерти. Прошлое для него было прошлым, будущее будущим. Но он был посвящён в тайну змеиного времени и умел разговаривать со змеёй».
Сказка про шейха и змею

До русского слуха слово-поэтический образ Сомали первым донес поэт Николай Гумилёв. В 1913 году он побывав на Сомалийском полуострове с этнографической экспедицией, написал: «В целой Африке нету грозней Сомали, Безотраднее нет их земли». Свои «Полуострова» Гумилёв написал с применением сложной аллитерации, лежащей в основе сомалийского стихосложения:

Столько белых пронзило во мраке копье
У песчаных колодцев её,
Чтоб о подвигах их говорил Огаден
Голосами голодных гиен.

## Сомалийская мифология в мировой культуре
- Считается, что Сомали — это и есть легендарная страна Пунт, поставлявшая мирру и ладан ко двору египетских фараонов.
- В 1854 году английский востоковед Ричард Бартон, побывав в Сомали, назвал её «страной поэтов».